# 코르넬리우스 네포스

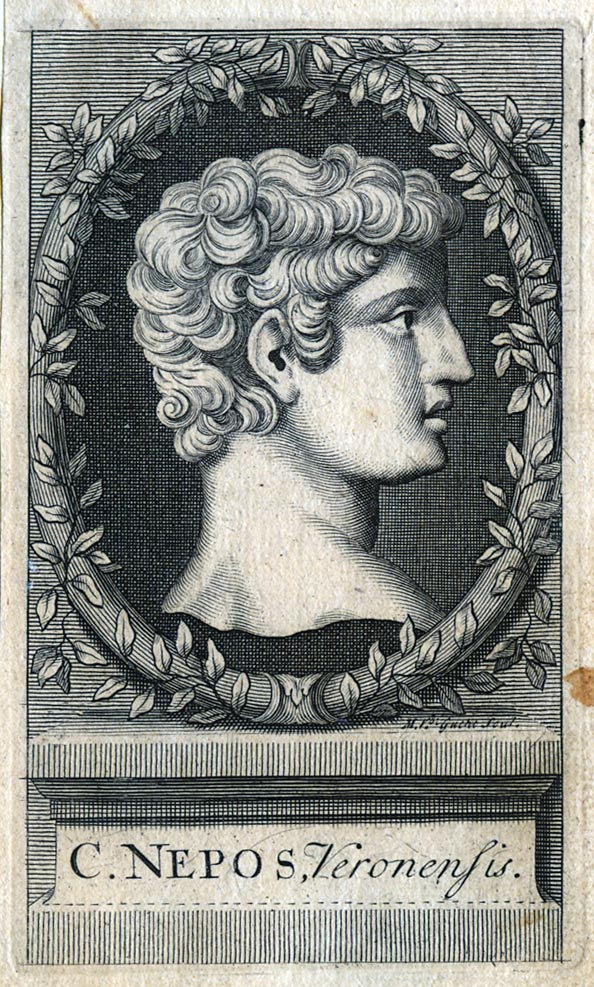

코르넬리우스 네포스(라틴어: Cornelius Nepos, 고대 그리스어: Κορνήλιος Νέπως 코르넬리오스 네포스[*], 기원전 100년경 ~ 기원전 24년)는 로마의 역사가이다. 키케로나 카툴루스와 친교를 맺으면서 평생을 저작에 바쳤다. 《세계사》 등 많은 저서를 간행했지만 현재까지 남아 있는 것은 《명사전(名士傳)》의 일부 등에 불과하다.